# シンデレラ (1899年の映画)
『シンデレラ』（フランス語: Cendrillon、英語: Cinderella）は、1899年に制作されたフランスの映画で、シャルル・ペローの童話『シンデレラ』に基づいてジョルジュ・メリエスが監督した作品。メリエスのスター・フィルムからリリースされて、カタログには219–224と番号が付けられ上で「全20景の大夢幻劇 (grande féerie extraordinaire en 20 tableaux)」と広告された。

## キャスト
メリエスの映画のキャストは、多くの場合、誰であるか分かっていない。以下に示すリストは、ジョルジュ・サドゥール、ジャック・マルテット (Jacques Malthête)、ローレン・マノーニ (Laurent Mannoni) といった映画研究者たちによって判定されたものに基づいている。
- マドモワゼル・バラル (Mlle Barral) - シンデレラ[1]

バラルは、同じ年の早い時期に、メリエスのお色気笑劇『Le Coucher de la mariée』にも出演していた。
- ブルーエット・バーノン（英語版） - フェアリー・ゴッドマザー[3]

メリエスは、バーノンを、彼女がキャバレー「ランフェール (L'Enfer)」に歌手として出演していた1890年代に見出した。『シンデレラ』出演時、彼女は別のキャバレー「エルドラド (Eldorado)」に出演していた。メリエスの有名な『月世界旅行』においても、彼女は三日月に座る女性ポイベーとして登場する。
- カーメリ (Carmelli) - 王子[3]

カーメリは、メリエスが所有していたパリの奇術劇場「ロベール＝ウーダン劇場」の役者の一人であった。
- ジュアンヌ・ダルシー - 王子の母、王妃[1]

ダルシーは、1896年までに舞台で成功を得ていたが、舞台を離れて映画に出演するようになり、最初期の映画女優のひとりとなった。彼女は、数多くのメリエス作品に出演し、後には彼の2番目の妻となった。
- デュペイロン (Dupeyron) - パーティーの客[1]
- ジョルジュ・メリエス - 真夜中を告げる時計の精霊、ハルバードを持つ男[1]

メリエスは、520本制作した映画作品のうち300本に出演もしていた。

## 制作

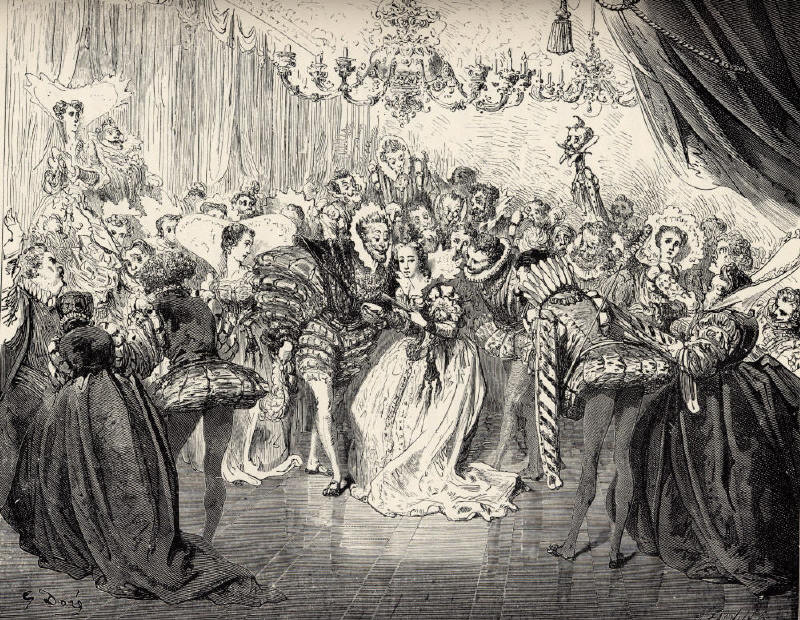
メリエスに影響を与えたギュスターヴ・ドレのイラストレーション。

メリエスは、このペローの童話の挿画として描かれたギュスターヴ・ドレの版画をモデルとして、この映画の視覚的様式を作った。（ドレは、メリエスのキャリアを通して様式上の影響を与えており、特にドレが挿画を描いていた作品、すなわち本作や『Le Petit Chaperon rouge』、『Barbe-Bleue』、『Le Juif errant』、『Les Hallucinations du baron de Münchhausen』などに影響が見て取れる。映画『シンデレラ』に直接の示唆を与えたのは、おそらくは1896年にギャルリ・ヴィヴィエンヌ劇場 (Théâtre de la Galerie-Vivienne) で初演された劇場版と、メリエス自身の奇術劇場であったロベール＝ウーダン劇場で1897年のクリスマスに上演されたライモン劇団 (Troupe Raymond) の公演であった。メリエスはまた、1895年にシャトレ座で上演されたこの物語の豪華な舞台にも示唆を得た可能性がある。
『シンデレラ』は、メリエスにとって、複数の場面（tableaux）を含んだ最初の映画であり、6つの異なるセット、5箇所の場面転換がなされている。（彼のカタログでは、さらに演技の節目を細分化させて、20景の場面があるとしているが、この誇大な数は宣伝目的でのことであろう。） 『シンデレラ』には、数多くのエキストラが起用されており、メリエスは、エキストラの主任を指名して彼らを指揮させた。この映画の特殊効果は、多重露光、ディゾルブ、サブスティテューション・スプライスによって創り出されている。

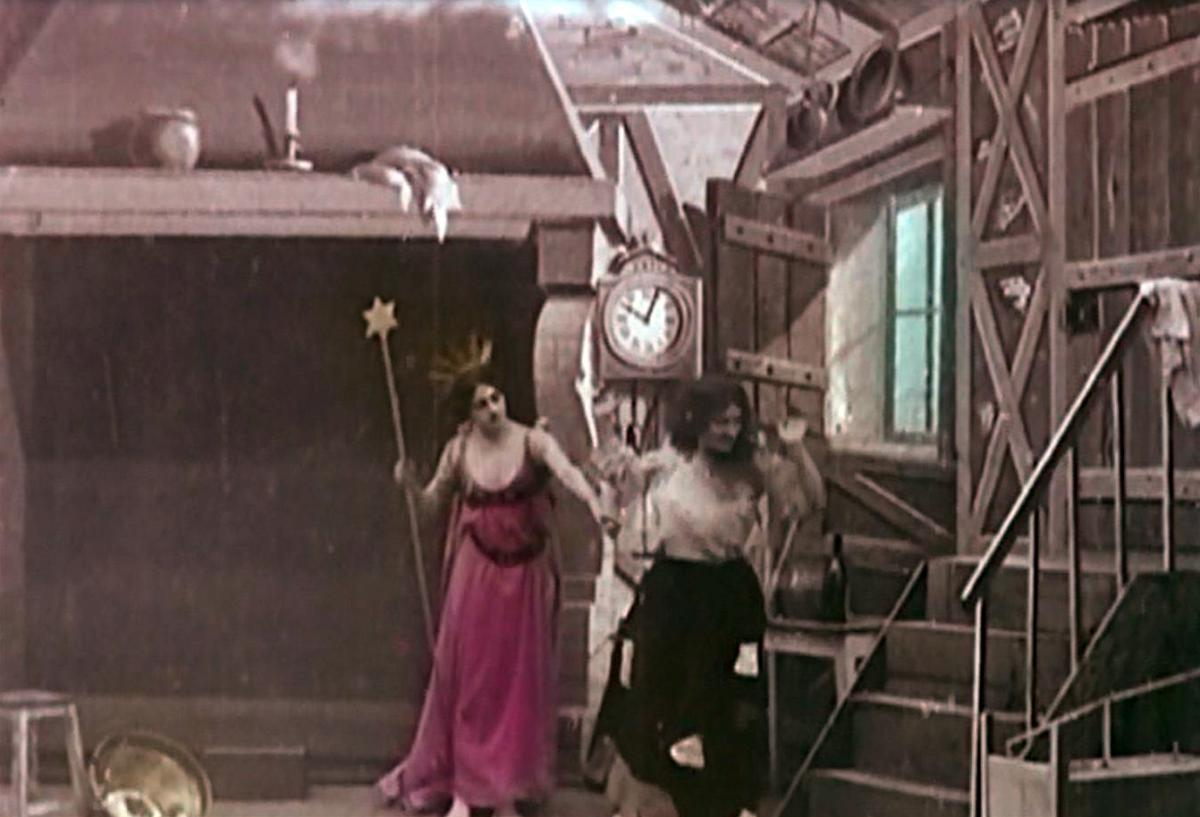
シンデレラとフェアリー・ゴッドマザー、手彩色版。

この作品は長い間失われたと考えられていた。アメリカ合衆国の映画史研究者リチャード・エイベル (Richard Abel) によれば、発見されたおよそ6分のこの映画は、オリジナル版に相当するという。主題となる魔法の場面は、段階的なフェードなど、数多くのトリックを試みる機会を映画制作者に提供している。この映画は、明確に定義された物語を軸にしたおとぎ話と見なされる最初の映画である。モントルイユのスタジオで撮影され、手作業で部分的に彩色された。

## 評価
『シンデレラ』は、メリエスにとって最初の大きな成功作品であった。本作は、フランスの遊園地の映画上映でも、ヨーロッパやアメリカのミュージック・ホールでも、好評を博し、このことはメリエスに、同様に複数の場面を含んだ豪華な物語の映画を創ることを着想させた。本作に続いた複数場面をもった作品である1900年の映画『Jeanne d'Arc』は、メリエスにとって最初の200メートル超の作品となり、顕著な成功を収めた。映画史研究者のルイス・ジェイコブスによると、『シンデレラ』におけるスクリーン上のスペクタクルは、セシル・B・デミルの映画にも影響を与えた。
メリエスは、1912年にもこの物語の映画『Cendrillon ou la Pantoufle mystérieuse』を、パテ・フレールの下で再制作した。このバージョンは、成功しなかったが、その一因は監督の方針をめぐってメリエスが、フェルディナン・ゼッカやパテ・フレールと揉めたことにあり、また、メリエスの演劇的な様式が1912年の時点では時代遅れになっていたことにもあった。